# SD Compostela
Sociedad Deportiva Compostela este o echipă de fotbal spaniolă cu sediul în Santiago de Compostela, în comunitatea autonomă din Galicia. Fondată la 1 iulie 1928 de Ramón Castromil Casal, joacă jocuri acasă la Estadio Multiusos de San Lázaro. Echipa a dat faliment în 2006, dar principiile au fost reorganizate ca SD Compostela pentru a juca în 1962 și în 2004. Jucă în Segunda División B - Grupa 1.

## Istoric
Fondată în 1928, Compostela a petrecut cea mai bună parte a acesteia și următoarele decenii jucând fotbal profesionist. La 28 octombrie 1962, nou-înființata SD Compostela a fuzionat cu Clubul Arenal. Deceniul anilor 1970 a fost neregulat. Echipa a jucat în Tercera División, în categoria regională și în noua Segunda División B. Prima promovare la o etapă seminațională a avut loc în 1977 cu o promovare în Segunda División B (Grupa 1), care a durat doar un sezon; Compos a fost promovat din nou în 1980, de această dată cu o durată de șase ani.
Retragerea în 1986 a fost exacerbată de controversa din afara terenului în legătură cu acțiunile președintelui de atunci Francisco Steppe. El s-a retras sub acuzațiile de a primi plăți pentru aruncarea unui joc împotriva Pontevedra CF, ceea ce ar asigura menținerea opoziției în categorie. La sfârșitul anilor 1980, clubul a cunoscut o restructurare semnificativă atât a nivelului consiliului de administrație, cât și al nivelului de conducere, iar în 1990 Compostela a recâștigat statutul de nivel al treilea.
Următoarea campanie ar trebui să demonstreze că clubul a avut cel mai mare succes de până acum. La 23 iunie 1991, o capacitate de 8.000 la golul Estadio Municipal Santa Isabel de la Juanito și Ochoa (doi) a înregistrat o victorie cu 3-1 în meciul final din play-off împotriva CD Badajoz, pentru prima Segunda División vreodată. vizita.
Trecerea la Estadio Multiusos de San Lázaro a coincis cu creșterea continuă a averii echipei, iar la sfârșitul anului 1993-94, după o victorie în play-off 3-1 împotriva lui Rayo Vallecano, a ajuns la Compostela La Liga. Compostela s-a descurcat remarcabil de bine, ajungând pe locul 10 în 1995-96, în principal cu permisiunea atacanților Christopher Ohen și Bent Christensen, care au făcut un total de 23 de goluri în ligă.
După patru sezoane la vârf, Compostela a retrogradat după ce a pierdut un meci de retrogradare în fața lui Villarreal CF pe baza regulii golului în deplasare, în ciuda faptului că a jucat în general fotbal atractiv. Clubul era, de asemenea, pe punctul de a începe o spirală descendentă; după o retrogradare la cel de-al treilea nivel în 2001, echipa s-a întors în anul următor, dar în campania următoare au jucat din cauza distragerilor în afara terenului, unde jucătorii și personalul au fost neplătiți timp de câteva luni - un ultim al nouălea loc nu a fost suficient pentru a preveni o nouă retrogradare, deoarece clubul nu a respectat termenul limită din 31 iulie pentru a achita toate datoriile salariale.